# Pickup on South Street
Pickup on South Street (Brasil: Anjo do Mal ) é um filme noir estadunidense de 1953 dirigido por Samuel Fuller e produzido pela 20th Century Fox. A história do filme mescla tramas policiais com espionagem da Guerra Fria.

## Sinopse
Skip McCoy é um batedor de carteiras que furta uma bolsa de uma passageira no metrô. Dentre os objetos roubados está um microfilme a ser contrabandeado para o exterior por espiões comunistas, o que era desconhecido da mulher, Candy. Os espiões americanos que a seguiam para identificarem os agentes inimigos percebem a ação criminosa mas não conseguem deter a fuga de Skip. O ladrão depois é localizado com a ajuda da esperta informante da polícia chamada Moe. Mesmo pressionado pela polícia e pelos agentes, Skip não se importa com "política" é só pensa em enganar todos e chantagear os comunistas para conseguir um bom dinheiro pelo microfilme.

## Elenco
- Richard Widmark...Skip McCoy
- Jean Peters...Candy
- Thelma Ritter...Moe
- Murvyn Vye...capitão Dan Tiger
- Richard Kiley...Joey
- Willis Bouchey...Zara
- Milburn Stone...Winoki

## Produção
Darryl F. Zanuck mostrara ao diretor Fuller (na época contratado pela 20th Century Fox) um roteiro de Dwight Taylor chamado Blaze of Glory, sobre a história de uma advogada que se apaixona por um criminoso que defendia da acusação de assassinato num tribunal. Fuller gostou da ideia mas sabia pela sua experiência anterior como repórter policial que casos de tribunal são demorados. Ele perguntou a Zanuck se poderia escrever o roteiro mudando para uma trama sobre um criminoso ordinário e sua namorada, dando-lhe o título de Pickpocket. Fuller se lembrava da South Street e então quando o produtor não gostou da primeira sugestão, substituiu para o novo título. Fuller conhecera o detetive Dan Campion da Polícia de Nova Iorque quando pesquisava material para sua história querendo torná-la mais realista e, baseado nele e na suspensão por seis meses que recebera por agredir um acusado, construiu o papel do personagem Tiger.
Fuller recusou muitas atrizes para o papel da protagonista. As favoritas eram Marilyn Monroe, Ava Gardner e Shelley Winters (Winters recusou o papel devido à gravidez), a personagem foi então oferecida a Betty Grable que recusou o papel, no entanto, e foi suspensa do seu contrato pela Twentieth Century-Fox. Fuller não gostara de Jean Peters no filme a que assistiu dela, chamado Captain from Castile. Com apenas uma semana para o início das filmagens, porém, Fuller viu Peters andando no estúdio enquanto almoçava. Ele achou que ela convenceria como uma prostituta e ficou bem impressionado com seu teste para o papel. Betty Grable insistiu mas Fuller conseguiu manter Peters.
Em agosto de 1952, o roteiro original foi vetado pelo código dos produtores, dada a sua excessiva brutalidade e sadismo, particularmente na cena em que Candy é espancada por Joey. Foram feitas revisões e múltiplas tomadas das cenas controversas para evitar o risco de cortes.
Os exibidores franceses retiraram todas as referências aos espiões comunistas, pois o Partido Comunista no país era bastante influente e a história poderia gerar polêmicas. Eles deram ao filme o título de Le Port de la Drogue (Porto das drogas).
O diretor do FBI J. Edgar Hoover criticou o trabalho de Fuller e Zanuck num almoço com eles. Detestava o personagem antipatriótico de Widmark, principalmente quando ele diz "Are you waving the flag at me?" (algo como "Vai agitar a bandeira americana para mim?"). Outra passagem que irritava Hoover era quando agentes federais davam dinheiro para a informante Moe. Por isso, foram retiradas menções ao FBI, não identificando ao público a agência para a qual eles trabalhavam.

## Adaptação e refilmagem
Em junho de 1954, Ritter coestrelou com Terry Moore e Stephen McNally um programa na  Lux Radio Theatre que adaptou a história. A 20th Century Fox refez o filme em 1967 com o título de The Cape Town Affair, dirigido por Robert D. Webb. No elenco figuraram Claire Trevor (no antigo papel de Thelma Ritter), James Brolin (em seu primeiro filme como protagonista) e Jacqueline Bisset.

### Premiação
Indicações
- Óscar: Melhor atriz coadjuvante (Thelma Ritter), 1954.
- Festival de Veneza: Leão de Ouro (Samuel Fuller), 1954.